# Planet Angel One
Planet Angel One (Originaltitel: Angel One) ist die 14. Episode der ersten Staffel der US-amerikanischen Science-Fiction-Fernsehserie Raumschiff Enterprise – Das nächste Jahrhundert. Sie wurde in den Vereinigten Staaten über Syndication vermarktet und erstmals am 25. Januar 1988 auf verschiedenen Fernsehsendern ausgestrahlt. In Deutschland erschien sie zum ersten Mal im April 1989 in einer synchronisierten Fassung auf VHS. Im deutschen Fernsehen war sie zum ersten Mal am 8. Dezember 1990 in einer zweiten Synchronfassung im ZDF zu sehen.

## Handlung
Im Jahr 2364 bei Sternzeit 41636.9 entdeckt die Enterprise das Wrack des seit sieben Jahren vermissten Frachtschiffs Odin. Um nach Überlebenden zu suchen, lässt Captain Picard den nächstgelegenen Planeten Angel One ansteuern. Die dortige Gesellschaft ist streng matriarchal organisiert. Picard überlässt die Kontaktaufnahme daher seiner Beraterin Deanna Troi. Die Führerin des Planeten, Herrin Beata, ist zunächst recht abweisend, gestattet aber schließlich den Besuch eines Außenteams.
Troi, der erste Offizier William Riker, der zweite Offizier Data und die Sicherheitschefin Tasha Yar beamen hinunter zur Hauptstadt des Planeten und werden dort dem Rat vorgeführt. Das Team muss viele Fragen beantworten, erfährt jedoch zunächst nichts über die Besatzung der Odin. Erst nach einer längeren Beratung teilt Beata mit, dass es vier Überlebende gibt, doch die sind zu Unruhestiftern geworden und halten sich zurzeit an einem unbekannten Ort auf. Data schlägt vor, mit den Sensoren der Enterprise nach Platin zu suchen. Dieses Element kommt auf Angel One nicht vor, ist jedoch in den Abzeichen der Besatzung verarbeitet.
Auf der Enterprise informiert Picard derweil Lieutenant Worf darüber, dass das Schiff unmittelbar nach dieser Mission zur Neutralen Zone fliegen muss, da die Romulaner dort zahlreiche Kriegsschiffe zusammenziehen. Während die beiden an einem Holodeck vorbeikommen, treffen sie auf den jungen Fähnrich Wesley Crusher, der darin mit einigen Kameraden einen simulierten Skiausflug unternommen hat. Dabei bemerken sie einen seltsamen süßlichen Geruch, den sie sich zunächst nicht erklären können. Kurz darauf erkranken Wesley und zahlreiche weitere Besatzungsmitglieder. Schiffsärztin Beverly Crusher sucht fieberhaft nach einem Heilmittel.
Riker informiert den Rat von Angel One darüber, dass die Sensoren Platin entdeckt haben. Yar, Data und Troi begeben sich an den entsprechenden Ort, während Beata sich mit Riker in ihre Gemächer zurückzieht. Yar, Data und Troi werden bereits von den Überlebenden erwartet. Ramsey, ihr Anführer, erklärt jedoch, dass sie lieber hier bleiben möchten. Sie fanden es zunächst sehr schön auf Angel One, wurden sich dann aber immer mehr der Unterdrückung der Männer durch die Frauen gewahr. Sie mussten schließlich fliehen, bildeten hier mit einigen Einheimischen eine egalitäre Gemeinschaft und gründeten teilweise Familien. Yar, Data und Troi kehren unverrichteter Dinge zurück. Dadurch bleibt ihnen zunächst verborgen, dass Ramseys Gruppe eine mächtige Beschützerin hat, denn seine Geliebte ist Herrin Ariel, ein weiteres Ratsmitglied. Der Diener Trent informiert Riker und Beata über die fehlgeschlagene Mission. Beata meint, ihr bleibe nun keine andere Wahl, als Ramsey und seine Leute als Aufrührer zum Tode zu verurteilen.
Auf der Enterprise sind inzwischen hunderte Personen erkrankt, darunter auch Captain Picard. Dr. Crusher erkennt, dass die Krankheit durch ein Virus verursacht wird, das sich in den Atemwegen verbreitet, indem es einen süßen Geruch erzeugt, der tief eingeatmet wird.
Auf Angel One werden Ramsey und seine Leute festgenommen. Ihr Versteck konnte ausfindig gemacht werden, da Ariel beschattet wurde. Obwohl ihm die Todesstrafe droht, weigert sich Ramsey weiterhin, sich auf die Enterprise beamen zu lassen. Aufgrund der Seuche will Dr. Crusher außerdem aktuell niemanden aufs Schiff lassen. Lediglich Data kehrt zurück, da er als Android von dem Virus nicht betroffen ist. Riker befiehlt ihm, umgehend mit der Enterprise zur Neutralen Zone zu fliegen, bevor es zu spät ist.
Am nächsten Morgen soll die Hinrichtung stattfinden. Zur Überraschung von Riker ist die Enterprise immer noch im Orbit, denn Data hat seinen Befehl wörtlich genommen und will erst im letztmöglichen Moment abfliegen, was nach seinen Berechnungen in 47 Minuten sein wird. In der Ratshalle wird eine Hinrichtungsmaschine vorgeführt, die die Verurteilten desintegrieren soll. Riker appelliert ein letztes Mal an Beata: Ramsey und seine Leute seien nicht die Ursache für den Aufruhr, sondern der Wunsch nach Veränderung schwele schon lange in dieser Gesellschaft und lasse sich nicht aufhalten. Eine Hinrichtung würde Ramsey lediglich zu einem Märtyrer machen. Beata hat schließlich ein Einsehen und wandelt die Todesstrafe in Verbannung um. Ramsey und seine Anhänger müssen sich in einer unwirtlichen, abgelegenen Gegend des Planeten ansiedeln, dürfen dort aber ganz nach ihren Vorstellungen leben.
Währenddessen ist es Dr. Crusher endlich gelungen, ein Heilmittel zu finden. Das Außenteam kann auf die Enterprise zurückkehren und das Schiff fliegt nun zur Neutralen Zone.

## Verbindungen zu anderen Star-Trek-Produktionen
Eine Szene aus Planet Angel One wurde in der als Clipshow konzipierten Folge 2.22 (Kraft der Träume) von Raumschiff Enterprise – Das nächste Jahrhundert aus dem Jahr 1989 wiederverwendet.

## Produktion

### Drehbuch
Planet Angel One war die einzige produzierte Folge von Raumschiff Enterprise – Das nächste Jahrhundert, für die Patrick Barry das Drehbuch schrieb. Er reichte noch ein Konzept für eine weitere Geschichte ein, das aber nicht umgesetzt wurde.
Die Folge war ursprünglich als eine Anspielung auf das Apartheidssystem Südafrikas gedacht und die Männer hätten unter einer ähnlichen Unterdrückung durch die Frauen leiden sollen wie die schwarze Bevölkerung Südafrikas durch die Weißen.
Eine weitere verworfene Idee sah vor, dass nur Picard krank wird, während Riker ein Außenteam auf Angel One leitet und von Herrin Beata (die ursprünglich Victoria heißen sollte) eingesperrt wird, nachdem er sie direkt angesprochen und berührt hat. Tasha schießt ihn mit dem Phaser bewusstlos und rettet ihn dadurch vor der sofortigen Hinrichtung. Während Riker hierdurch in Gefangenschaft gerät, übernimmt Yar die Leitung des Außenteams. Data gilt als Besonderheit und fällt nicht unter die Apartheidsregelungen. Im Gefängnis lernt Riker den Gefangenen Lucas Jones kennen, der eine Revolte der versklavten männlichen Bevölkerung plant, jedoch getötet wird, bevor er sein Vorhaben in die Tat umsetzen kann. Stattdessen kommt es zu einem Streik der Gefangenen, während das Außenteam auf die Enterprise zurückkehrt und den Orbit verlässt. Riker sichert Picard zu, dass er nur Zeuge des Streikes war und sich nicht daran beteiligt hat, um die Hauptdirektive nicht zu verletzen.

### Regie
Planet Angel One war für Michael Ray Rhodes die einzige Regiearbeit in einer Star-Trek-Produktion.

### Darsteller
Leonard Crofoot, Darsteller von Trent, spielte auch Lal in ihrer ursprünglichen Form in Folge 3.16 (Datas Nachkomme) von Raumschiff Enterprise – Das nächste Jahrhundert aus dem Jahr 1990 und eine Statistenrolle in Folge 6.13 (Der Virtuose) von Star Trek: Raumschiff Voyager aus dem Jahr 2000. Planet Angel One ist die einzige Folge, in der er für seine Darstellung in den Credits genannt wurde.
Patricia McPherson war als Hauptdarstellerin aus der Serie Knight Rider bekannt.

### Kulissen
Das Matte Painting, mit dem die Hauptstadt von Angel One dargestellt wurde, wurde in leicht veränderter Form in mehreren weiteren Folgen von Raumschiff Enterprise – Das nächste Jahrhundert, Star Trek: Deep Space Nine und Star Trek: Raumschiff Voyager für die Darstellung anderer außerirdischer Städte wiederverwendet.

## Rezeption
Planet Angel One gilt unter Fans und Kritikern gleichermaßen als eine der schlechtesten Folgen von Raumschiff Enterprise – Das nächste Jahrhundert. Mit 5,7 von 10 möglichen Punkten (Stand 2019) ist es die in der Internet Movie Database am viertschlechtesten bewertete Folge der Serie.
Keith DeCandido bewertete Planet Angel One 2011 auf tor.com als eine der sexistischsten Folgen des gesamten Star-Trek-Franchises.
Scott Thill bewertete Planet Angel One 2012 auf wired.com als eine der schlechtesten Folgen von Raumschiff Enterprise – Das nächste Jahrhundert.
Joseph Walter führte Planet Angel One 2019 auf screenrant.com in einer Liste der 10 schlechtesten Folgen von Raumschiff Enterprise – Das nächste Jahrhundert auf Platz 6.
Kayleena Pierce-Bohen erstellte 2019 für screenrant.com auf der Grundlage von IMDb-Bewertungen eine Liste der zehn schlechtesten Star-Trek-Folgen. Planet Angel One landete dabei auf Platz 1.
Sean Ferrick führte Planet Angel One 2023 auf whatculture.com in einer Liste der zehn kontroversesten Star-Trek-Folgen auf Platz 9.